# Mistrzostwa Świata w Łyżwiarstwie Szybkim w Wieloboju 1924
25. mistrzostwa świata w łyżwiarstwie szybkim w wieloboju odbyły się w dniach 1–2 marca 1924 roku w Finlandii, w Helsingfors. Zawodnicy startowali na naturalnym lodowisku na zatoce Pohjoissatama po raz piąty (wcześniej w 1902, 1906, 1910 i 1913). W zawodach wzięli udział tylko mężczyźni. Łyżwiarze startowali na czterech dystansach: 500 m, 1500 m, 5000 m, 10000 m. Mistrzem świata został Norweg Roald Larsen. O tym, które miejsca zajmowali zawodnicy decydowała mniejsza liczba punktów. Liczba punktów była identyczna z miejscem zajętym w danym biegu (1. miejsce – 1 punkt, 2. miejsce – 2 punkty itd.).

## Uczestnicy
W zawodach wzięło udział 16 łyżwiarzy z 4 krajów. Sklasyfikowanych zostało 13.
| Państwa biorące udział w mistrzostwach | Państwa biorące udział w mistrzostwach | Państwa biorące udział w mistrzostwach | Państwa biorące udział w mistrzostwach |
| -------------------------------------- | -------------------------------------- | -------------------------------------- | -------------------------------------- |
| Estonia                                | Finlandia                              | Norwegia                               | Rzesza Niemiecka                       |

## Wyniki
- DNS – nie wystartował, DNF – nie ukończył

| Pozycja | Zawodnik               | Kraj             | 500 m      | 5000 m       | 1500 m       | 10000 m       | Pkt. |
| ------- | ---------------------- | ---------------- | ---------- | ------------ | ------------ | ------------- | ---- |
| 01 !    | Roald Larsen           | Norwegia         | 46.0 (3.)  | 8:54.5 (1.)  | 2:27.8 (1.)  | 18:18.0 (3.)  | 7    |
| 02 !    | Uuno Pietilä           | Finlandia        | 47.3 (8.)  | 8:57.8 (2.)  | 2:29.9 (4.)  | 18:05.9 (1.)  | 13.5 |
| 03 !    | Julius Skutnabb        | Finlandia        | 47.0 (6.)  | 9:01.8 (4.)  | 2:29.9 (4.)  | 18:20.2 (4.)  | 17   |
| 4.      | Asser Wallenius        | Finlandia        | 45.4 (2.)  | 9:05.2 (7.)  | 2:29.5 (3.)  | 18:58.5 (9.)  | 19   |
| 5.      | Ivar Ballangrud        | Norwegia         | 49.8 (12.) | 9:00.5 (3.)  | 2:31.0 (6.)  | 18:17.0 (2.)  | 21   |
| 6.      | Toivo Ovaska           | Finlandia        | 47.0 (6.)  | 9:12.4 (9.)  | 2:29.4 (2.)  | 19:06.2 (10.) | 24.5 |
| 7.      | Yrjö Päivinen          | Finlandia        | 50.0 (13.) | 9:03.6 (6.)  | 2:33.9 (9.)  | 18:36.2 (5.)  | 30   |
| 8.      | Viljo Kanerva          | Finlandia        | 48.8 (11.) | 9:08.2 (8.)  | 2:34.4 (10.) | 18:50.3 (7.)  | 33   |
| 9.      | Lauri Helanterä        | Finlandia        | 46.5 (4.)  | 9:39.9 (14.) | 2:33.1 (8.)  | 20:14.2 (13.) | 37   |
| 10.     | Ilmari Danska          | Finlandia        | 47.8 (9.)  | 9:32.6 (13.) | 2:32.6 (7.)  | 19:49.3 (12.) | 38   |
| 11.     | Walter Tverin          | Finlandia        | 47.9 (10.) | 9:19.1 (10.) | 2:35.5 (13.) | 19:20.8 (11.) | 40   |
| 12.     | Karl Bergström         | Finlandia        | 51.8 (14.) | 9:20.2 (12.) | 2:40.8 (14.) | 18:47.0 (6.)  | 42   |
| 13.     | Christfried Burmeister | Estonia          | 55.7 (15.) | 9:19.2 (11.) | 2:34.6 (12.) | 18:56.8 (8.)  | 42   |
| DNS     | Harald Belewicz        | Finlandia        | 46.8 (5.)  | 9:43.0 (15.) | 2:34.4 (10.) | 59:59.9 !     | -    |
| DNS     | Hermann Kleeberg       | Rzesza Niemiecka | 58.0 (16.) | DNF          | 9:59.9 !     | 59:59.9 !     | -    |
| DNS     | Clas Thunberg          | Finlandia        | 45.0 (1.)  | 9:03.2 (5.)  | 9:59.9 !     | 59:59.9 !     | -    |